# Austropotamobius pallipes
El cangrejo de río europeo o cangrejo de patas blancas (Austropotamobius pallipes) es una especie de malacostráceo decápodo de la familia de los astácidos que se extiende desde la península de los Balcanes hasta la ibérica y llega hasta las islas británicas, donde se encuentra su mayor densidad de población. Antes de la invasión del cangrejo americano y la afanomicosis, la contaminación de ríos y arroyos,  y la pesca masiva era muy abundante en toda la península ibérica, la itálica y Sicilia. Actualmente está casi extinguido en libertad. Vive en ríos y arroyos de poca profundidad, donde se esconde bajo piedras y troncos, y en lagos. 
Recientemente[¿cuándo?] algunos expertos consideraron que las poblaciones ibéricas tuvieron su origen en reintroducciones realizadas en el siglo XVI desde ríos de la península itálica. En contra de esta opinión se sitúan investigadores del CSIC en un estudio realizado para la Junta de Andalucía. De él se concluye que la hipótesis más congruente acerca del origen de los ejemplares ibéricos radica en un escaso número de poblaciones a partir de las cuales se produjeron una serie de colonizaciones, influidas por el amplio movimiento de traslocaciones llevadas a cabo por los humanos a lo largo de la historia.

## Descripción
El cangrejo de río europeo es de color oliva, con la parte inferior entre pálida y colorada. Suele medir 10 o 12 centímetros. Tiene grandes pinzas, antenas de tamaño medio y 8 apéndices locomotores. El cefalón y el tórax tienen gran tamaño, en comparación con el abdomen, que mide la mitad del cuerpo. Sin embargo, las dos primeras partes son mucho más voluminosas que al abdomen. Tiene un duro caparazón, del que sobresalen los ojos. Suelen ser carnívoros.

## Conservación
Una de las razones del declive de este cangrejo de río es la competencia con especies foráneas introducidas. Desde la segunda mitad del siglo XX se han ido introduciendo varias especies de cangrejos de río americanos, como Procambarus clarkii o Pacifastacus leniusculus. Estos cangrejos transportaban un hongo (Aphanomyces astaci) al que eran inmunes, pero que causó la muerte a casi todos los cangrejos de río europeos por la enfermedad que provocaba, afanomicosis.
La competencia con estas especies más adaptables y resistentes también causa su desaparición. [cita requerida] En la península ibérica, por ejemplo, los cangrejos americanos han desplazado a la subespecie Austropotamobius pallipes lusitanicus hasta aguas frías de montaña y el norte.
La degradación de los cauces y sus aguas a causa del desarrollo urbano e industrial, motivó la desaparición no sólo de las poblaciones de cangrejo, sino de una gran parte de la vida acuática de los tramos medios y bajos de los ríos.[cita requerida]
Tal es así, que la presencia de este cangrejo en el agua es un indicador de pureza de ella, toda vez que necesita de agua fresca, oxigenada y pura.